# Municipio de Rock Creek (condado de Nemaha)
El municipio de Rock Creek (en inglés: Rock Creek Township) es un municipio ubicado en el condado de Nemaha en el estado estadounidense de Kansas. En el año 2010 tenía una población de 416 habitantes y una densidad poblacional de 4,7 personas por km².

## Geografía
El municipio de Rock Creek se encuentra ubicado en las coordenadas 39°51′51″N 95°51′0″O / 39.86417, -95.85000. Según la Oficina del Censo de los Estados Unidos, el municipio tiene una superficie total de 88.57 km², de la cual 87,99 km² corresponden a tierra firme y (0,66 %) 0,59 km² es agua.

## Demografía
Según el censo de 2010, había 416 personas residiendo en el municipio de Rock Creek. La densidad de población era de 4,7 hab./km². De los 416 habitantes, el municipio de Rock Creek estaba compuesto por el 94,95 % blancos, el 1,2 % eran afroamericanos, el 0,72 % eran amerindios, el 0,24 % eran asiáticos, el 1,68 % eran de otras razas y el 1,2 % eran de una mezcla de razas. Del total de la población el 1,68 % eran hispanos o latinos de cualquier raza.